# Disco RAM

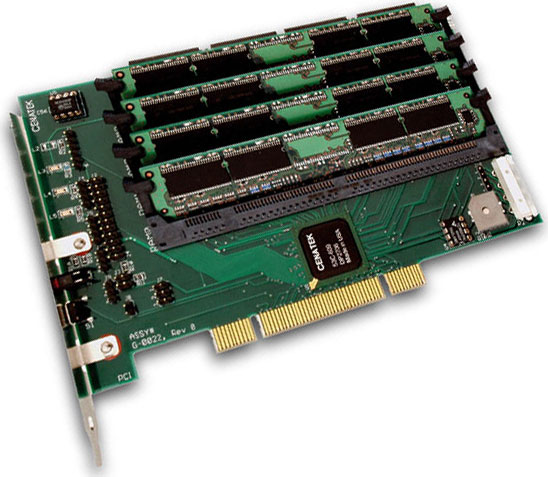
Antigua plaqueta RAMDrive

Un disco RAM o unidad RAM es una unidad de disco que usa una zona de memoria RAM del sistema como almacenamiento secundario en lugar de un medio magnético (como los discos duros y las disqueteras) o memoria flash, implementada como un controlador de dispositivo más. El tiempo de acceso mejora drásticamente, debido a que la memoria RAM es varios órdenes de magnitud más rápida que las unidades de disco reales. Sin embargo, la volatilidad de la memoria RAM implica que los datos almacenados en un disco RAM se perderán si falla la alimentación (por ejemplo, cuando el ordenador se apaga). Los discos RAM suelen usarse para almacenar datos temporales o para guardar programas descomprimidos durante cortos periodos.
Los discos RAM fueron populares como unidades de arranque en los años 1980, cuando los discos duros eran caros y las disqueteras demasiado lentas, por lo que unos pocos sistemas, como el Amiga y el Apple IIgs, soportaban arrancar desde un disco RAM. A cambio de dedicar un poco de memoria principal, el sistema podía realizar un reinicio en caliente y volver al sistema operativo en pocos segundos en lugar de minutos. Algunos sistemas contaban con discos RAM alimentados por baterías, de forma que sus contenidos no se perdían cuando el sistema se apagaba.
La adecuada implementación de un caché de disco suele obviar las motivaciones relacionadas con el rendimiento que impulsan a usar un disco RAM, adoptando un papel parecido (acceso rápido a los datos que en realidad residen en un disco) sin sus varias desventajas (pérdida de datos en caso de apagado, particionado estático, etcétera). Los discos RAM son, sin embargo, indispensables en situaciones en las que un disco físico no está disponible o en las que el acceso o cambios a este no es deseable (como en el caso de un LiveCD). También pueden usarse en dispositivos de tipo quiosco, en los que los cambios hechos al sistema no se guardan en el disco físico y la configuración original del sistema se carga de este cada vez que el sistema es reiniciado.
Otra forma de usar memoria RAM para almacenar ficheros es el sistema de ficheros temporal. La diferencia entre este y un disco RAM es que el segundo es de tamaño fijo y funciona como una partición más, mientras el sistema de ficheros temporal cambia su tamaño bajo demanda para ajustarse al espacio necesario para albergar los ficheros guardados en él.